# Schacherdorf
Schacherdorf ist ein Ort in der Markt- und Katastralgemeinde Vitis, Bezirk Waidhofen an der Thaya. Die Ortschaft hat 48 Einwohner (Stand 1. Jänner 2024).

## Lage
Der Ort Schacherdorf liegt im Osten der Katastralgemeinde Vitis und hat im Norden einen geringen Anteil an der Grenze zur Gemeinde Windigsteig. Im Norden grenzen die Katastralgemeinden Grafenschlag und Kleinreichenbach (Gemeinde Windigsteig) an Schacherdorf. Im Osten liegt die Katastralgemeinde Sparbach, im Süden der ebenfalls zur Katastralgemeinde Vitis gehörende Ort Schoberdorf und im Osten der Markt Vitis.
Schacherdorf liegt nördlich der Waldviertler Straße (B 2) und ist über eine Straße die von der Waldviertler Straße bei Sparbach nach Norden abzweigt sowie über eine Straße, die vom Markt Vitis nach Schacherdorf führt erreichbar. Der Ort selbst ist als Reihenhaussiedlung angelegt und besteht aus rund 20 Häusern. Westlich der Ortschaft liegt mit dem Schacherwald ein großes Waldgebiet, der sich jedoch überwiegend auf dem Gebiet von Kleinreichenbach befindet. Der im Norden gelegene, ehemals herrschaftliche Schacherteich gehört wiederum zur Katastralgemeinde Grafenschlag.

## Geschichte
Der Ortsname Schacherdorf wird vom „Schachen“, einem Vorsaum eines Waldes abgeleitet. Ursprünglich waren im Hochmittelalter vermutlich östlich und südlich von Schacherdorf gelegene Gebiete besiedelt. Die als Mühlhausen und Edelbuch bezeichneten Orte verödeten jedoch bald. Das Gebiet, auf dem sich Schacherdorf heute erstreckt, gehörte zur Herrschaft Schwarzenau und trug den Namen Schacherfeld. Hier lagen einst die Gründe der Meierei Jetzleshof, auf der ab 1790 mit der Errichtung von Kleinhäusern durch die Herrschaft Schwarzenau begonnen wurde. 1797 bis 1801 wurde die Besiedelung auf die öden Herrschaftsgründe erweitert. Die Grundstücke umfassten neben den Kleinhäusern (Drei- und Vierseithöfe bzw. Söllnerhöfe) rund zwei Joch Grund. Zwischen 1800 und 1806 bestand der Ort aus zehn Häusern, 1831 und 1837 entstanden zwei weitere Häuser. Vor der Aufhebung der Grundherrschaft stellte lediglich das Haus Nr. 3 ein Viertellehen dar, alle anderen Gebäude waren Kleinhäuser. 1850 fiel der Ort zusammen mit Schoberdorf, Kaltenbach und Gadorf der neu gebildeten Gemeinde Vitis zu.
In der Folge veränderte sich die Größe des Ortes kaum, bis 1951 war der Ort lediglich um ein Haus auf 13 Häuser gewachsen. Erst danach wuchs die Ortschaft etwas stärker, sodass der Ort im Jahr 2000 20 Häuser beherbergte. Die Bevölkerungszahlen veränderten sich gleichzeitig hingegen kaum.

## Bauwerke
Die Ortskapelle des Ortes Schacherdorf ist dem heiligen Josef geweiht und wurde 1913 als schlichter, faschengegliederter Bau mit eingezogener Apsis und Giebelturm errichtet und geweiht. Der Giebelturm ist von einem Giebelspitzhelm gekrönt und verfügt über eine Nischenfigur des heiligen Florians, die Kapelle selbst über Rundbogenfenster und ein gerahmtes Portal. Im Inneren wurde die Decke als korbbogiges Tonnengewölbe ausgeführt, zudem bestehen Statuen der heiligen Barbara, der heiligen Maria und des heiligen Josef aus dem 19. Jahrhundert.
Neben der Ortskapelle besteht in Schacherdorf auch eine im Schacherwald gelegene Wegkapelle, die vom Schmiedemeister Anderl aus Vitis für die Rettung bei einem Zugunglück (1875) errichtet worden war. Die Wegkapelle verfügt über ein Kreuzgratgewölbe und ein Pyramidendach. Eine weitere, übergiebelte Wegkapelle aus dem 19. Jahrhundert liegt auf einem nach Vitis führenden Weg. Sie wurde den heiligen Rochus und Florian geweiht und zeigt auf einem barockisierenden Bild den Gnadenstuhl sowie die heiligen Rochus und Florian über Vitis. Die Kapelle wurde als Erinnerung an die Brände in Vitis errichtet. Westlich des Ortes befindet sich des Weiteren ein übergiebelter Nischenbildstock aus dem späten 19. bzw. frühen 20. Jahrhundert.